# Oxaea flavescens
Oxaea flavescens är en biart som beskrevs av Johann Christoph Friedrich Klug 1807. Oxaea flavescens ingår i släktet Oxaea och familjen grävbin. Inga underarter finns listade i Catalogue of Life.

## Bildgalleri

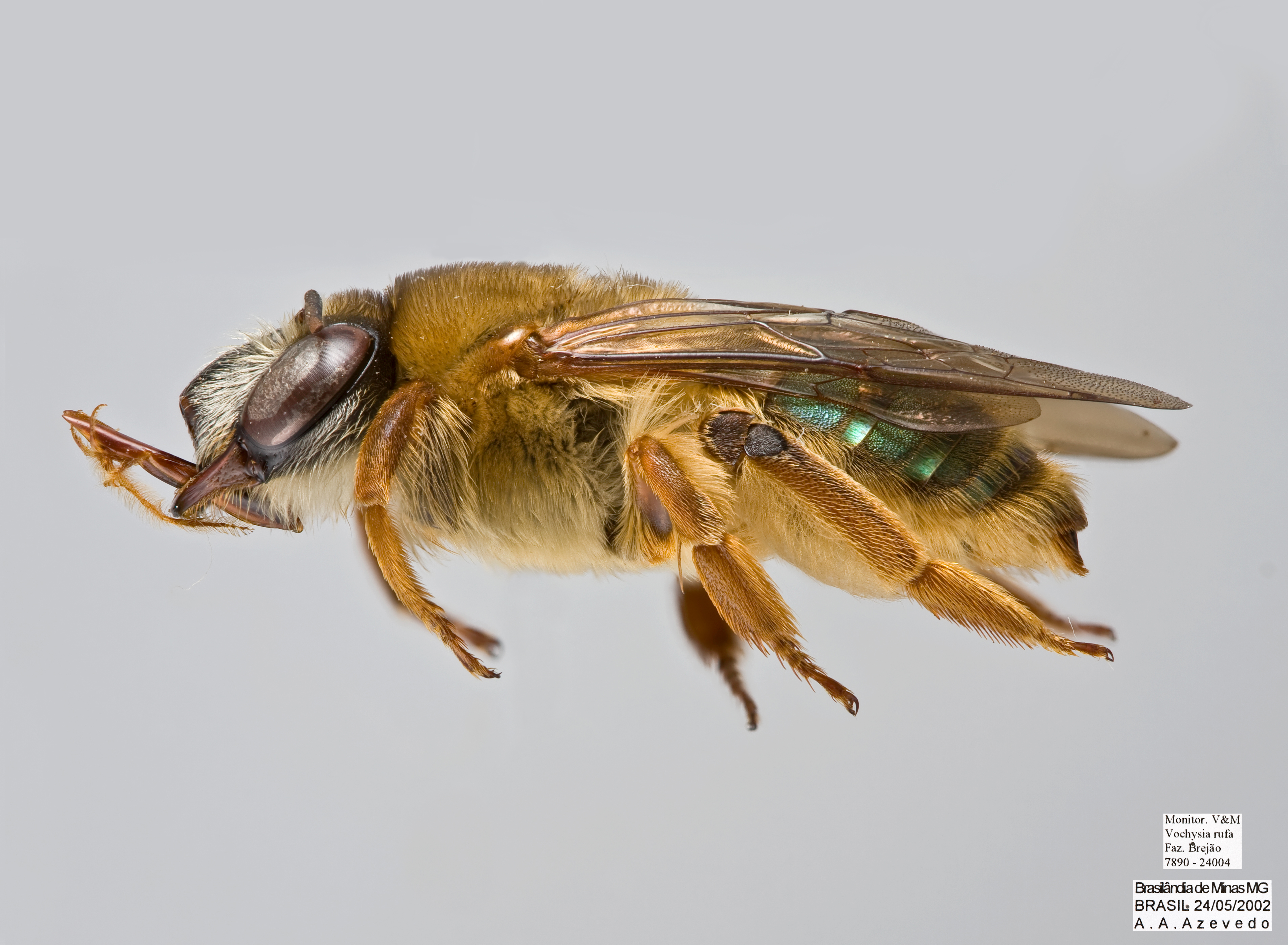
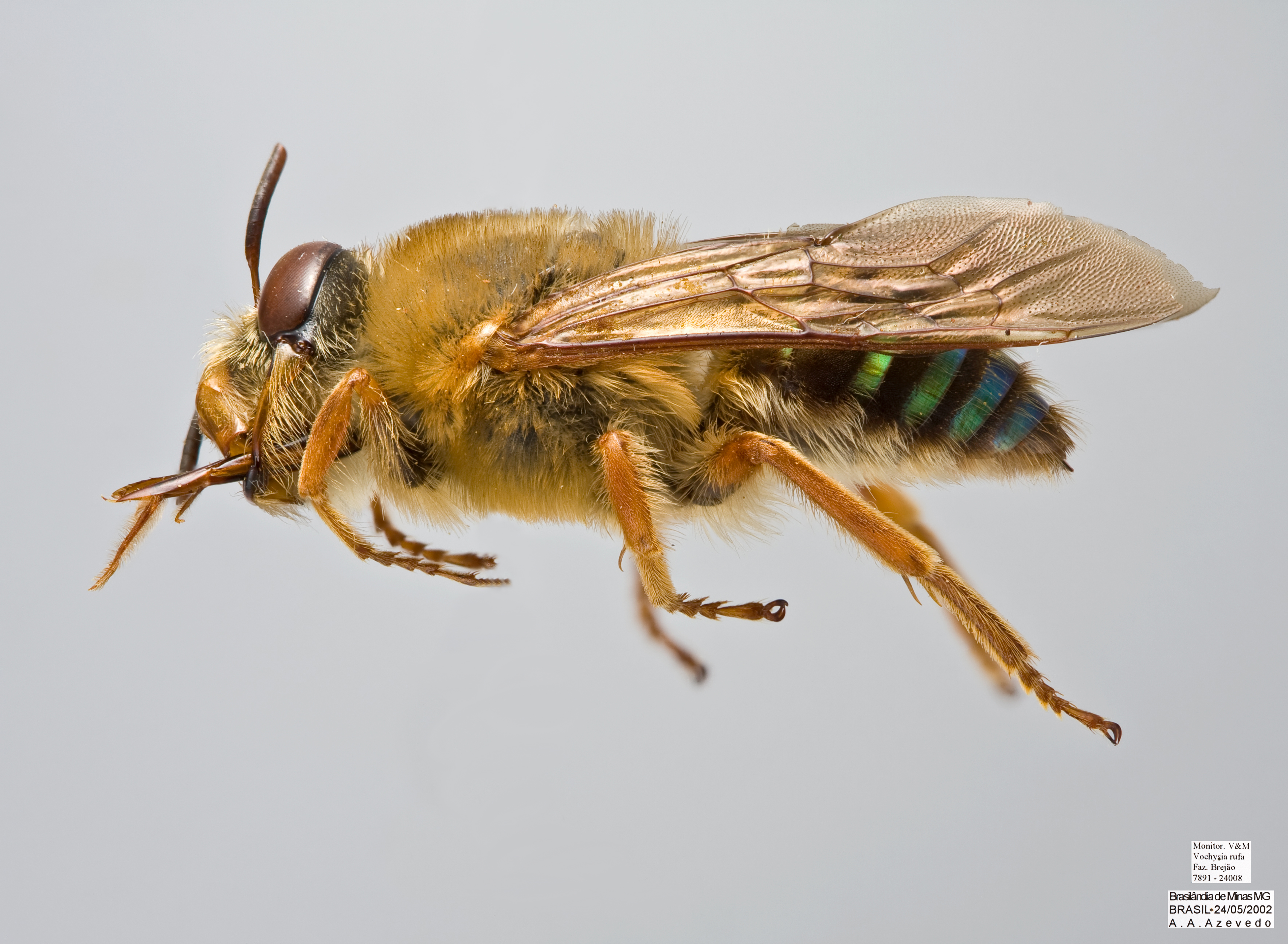